# Fiddler's Green
Fiddler’s Green je německá rocková skupina z Erlangenu. Jejich první koncert se konal na Newcomer festivalu v listopadu 1990. První album s názvem Fiddler's Green vyšlo v roce 1992. Ve své hudbě kombinují irský folk, rock a punk, na posledním albu i gothic rock. Také se inspirovali od ostatních kapel s podobným stylem jako The Pogues, The Waterboys nebo Great Big Sea. V roce 2004 dosáhli tisícého koncertu a koncertovali v mnoha zemích Evropy, včetně Ruska. Jediný člen kapely, který si zahrál na všech koncertech je baskytarista Rainer Schulz. Tisící koncert byl natočen na DVD na zámku Hoheneck, při tomto koncertu učastvovali i bývalí členové kapely a ostatní hudebníci. Na oslavu 20. výročí založení bylo vytvořeno DVD Folk's not dead.

## Členové
- Ralf „Albi“ Albers – zpěv, akustická kytara
- Pat Prziwara – elektrická a akustická kytara, zpěv
- Tobias Heindl – housle, zpěv
- Stefan Klug – akordeon, bodhrán
- Rainer Schulz – baskytara
- Frank Jooss – bicí, perkuse

## Alba

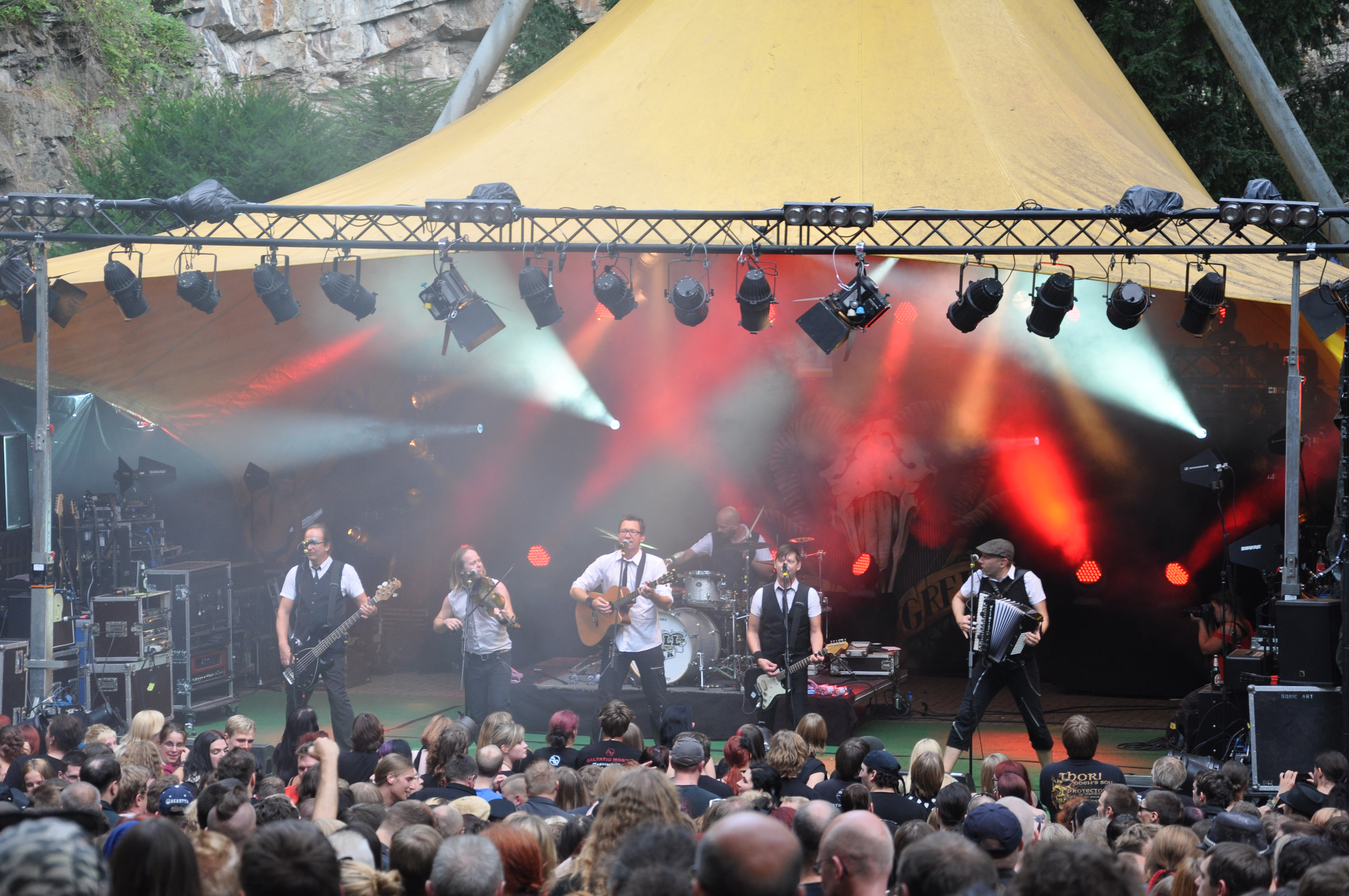
Fiddler's Green na koncertě ve Wuppertalu.

- Fiddler's Green (1992)
- Black Sheep (1993)
- King Shepherd (1995)
- Make Up Your Mind (1996)
- On and On (1997)
- Spin Around (1998)
- Folk Raider (2002)
- Nu Folk (2013)
- Drive Me Mad (2007)
- Sports Day at Killaloe (2009)
- Wall of Folk (2011)
- Winners & Boozers (2013)
- 25 Blarney Roses (2015)
- Devil's Dozen (2016)
- Heyday (2019)

### Koncertní alba
- Stagebox (1999)
- Celebrate! (2005)
- Folk's Not Dead (2010)

### DVD
- Celebrate! (2005)
- Jubilate! (2005)
- Folk's Not Dead (2010)